# 天棓一
天龍座ξ，又名BD+56 2033，HD 163588、SAO 30631、HR 6688，是天龍座的一颗恒星，视星等为3.75，位于銀經85.17，銀緯30.23，其B1900.0坐标为赤經17h 51m 47.9s，赤緯+56° 30.23′ 18″。